# Kanghe
Kanghe är en köping i sydöstra Kina. Den ligger i Dongyuan härad i staden Heyuan i provinsen Guangdong, omkring 200 kilometer öster om provinshuvudstaden Guangzhou. Antalet invånare är 16 488. Befolkningen består av 8 199 kvinnor och 8 289 män. Barn under 15 år utgör 27,0 %, vuxna 15-64 år 59 %, och äldre över 65 år 12,0 %.